# Daldinia decipiens
Daldinia decipiens är en svampart som beskrevs av Wollw. & M. Stadler 2001. Daldinia decipiens ingår i släktet Daldinia och familjen kolkärnsvampar.  Arten är reproducerande i Sverige. Inga underarter finns listade i Catalogue of Life.